# Giorgio Piccoli
Giorgio Domenico Piccoli (Rovigno, 6 luglio 1840 – Capodistria, 20 luglio 1924) è stato un patriota e politico italiano.

## Biografia
Originario dell'Istria al tempo posta sotto sovranità austro-ungarica inizia la sua vita politica a Rovigno, suo comune di nascita, dove è consigliere comunale e sindaco facente funzioni durante un periodo di impedimento del titolare. Si trasferisce a Trieste nel 1875; nel capoluogo giuliano si dedica alla professione notarile, viene eletto al consiglio comunale e rappresenta più volte la Giunta municipale alla Dieta provinciale. Fervente irredentista, fu il primo presidente della Lega nazionale, costituita allo scopo "di promuovere l'amore e lo studio della lingua italiana e soprattutto l'istituzione e il mantenimento di scuole italiane entro i confini dell'impero (d'Austria), in luoghi di popolazione mista, specialmente sul confine linguistico". All'impegno politico abbina la carriera di docente di diritto commerciale alla Scuola superiore di commercio, dove rimane per 35 anni cumulando per un lungo periodo la carica di preside, e l'attività giornalistica dalle colonne della Gazzetta dei tribunali. Allo scoppio della prima guerra mondiale, rifiutatosi di parteggiare per l'Austria contro l'Italia, viene dimissionato da tutte le cariche, in cui è reintegrato alla cessazione delle ostilità. Nel 1920 viene nominato senatore a vita per i suoi meriti patriottici.